# Санта-Ріта (Параїба)
Санта-Рита (порт. Santa Rita) — муніципалітет Бразилії, входить у штат Параїба. Складова частина мезорегіону Зона-да-Мата-Параїбана. Входить в економіко-статистичний мікрорегіон Жуан-Пессоа.
Покровителем міста є свята Рита Касійська.
Площа муніципалітету Санта-Рити 726.565 км², що складає 1,29 % від загальної території штату Параїба.

## Історія
Місто засноване 19 березня 1890 року.

## Клімат
Клімат міста тропічний вологий.
| Клімат Санта-Рити       | Клімат Санта-Рити | Клімат Санта-Рити | Клімат Санта-Рити | Клімат Санта-Рити | Клімат Санта-Рити | Клімат Санта-Рити | Клімат Санта-Рити | Клімат Санта-Рити | Клімат Санта-Рити | Клімат Санта-Рити | Клімат Санта-Рити | Клімат Санта-Рити | Клімат Санта-Рити |
| Показник                | Січ.              | Лют.              | Бер.              | Квіт.             | Трав.             | Черв.             | Лип.              | Серп.             | Вер.              | Жовт.             | Лист.             | Груд.             | Рік               |
| Середній максимум, °C   | 31                | 30,9              | 30,8              | 30,3              | 29,2              | 27,9              | 27,7              | 28                | 29,1              | 29,9              | 30,2              | 30,6              | 29,6              |
| Середня температура, °C | 26,8              | 26,6              | 26,7              | 26,2              | 25,4              | 24,2              | 23,9              | 23,7              | 25,1              | 25,8              | 26,2              | 26,4              | 25,6              |
| Середній мінімум, °C    | 22,6              | 22,4              | 22,7              | 22,2              | 21,6              | 20,6              | 20,2              | 19,5              | 21,1              | 21,8              | 22,3              | 22,2              | 21,6              |
| Норма опадів, мм        | 78                | 97                | 185               | 232               | 234               | 260               | 218               | 128               | 57                | 33                | 29                | 39                | 1590              |
| ----------------------- | ----------------- | ----------------- | ----------------- | ----------------- | ----------------- | ----------------- | ----------------- | ----------------- | ----------------- | ----------------- | ----------------- | ----------------- | ----------------- |
| Джерело:                |                   |                   |                   |                   |                   |                   |                   |                   |                   |                   |                   |                   |                   |

## Економіка
Санта-Рита відоме своїми джерелами мінеральних вод, тому також відоме як «місто мінеральної води». Вирощується також цукрова тростина та ананаси.

## Статистика
- Валовий внутрішній продукт, станом на 2011 рік, становив 1,624,386,000,000 реалів (дані:Бразильський інститут географії і статистики)[5].
- Валовий внутрішній продукт на душу населення, станом на 2011 рік, становив 13,315,29 реалів (дані:Бразильський інститут географії і статистики)[5].